# Économie du Vatican

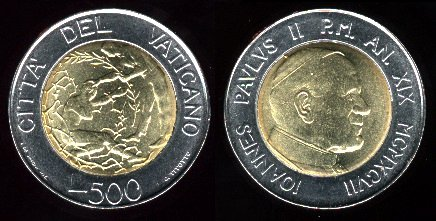
Pièce de 500 lires vaticane de 1997 représentant Jean-Paul II.

Cet article présente un aperçu de l’économie du Vatican, l'État du Vatican fournissant annuellement son bilan financier qui est distinct de celui du Saint-Siège : 245 millions d'euros de recettes contre 235 de dépenses en 2010 pour le Vatican, 255 millions d'euros de recettes contre 234 de dépenses en 2010 pour le Saint-Siège. 

## Historique
En 2002, le déficit consolidé du Vatican s'éleve à 13,5 millions d'euros pour 216 millions d'euros de recettes. En 2010, l'économie vaticane réalise un excédent budgétaire de 10 millions d'euros. En 2011, le budget du Vatican s'élève à 245 millions d'euros.
Les revenus du Vatican proviennent principalement du tourisme spirituel et culturel : recettes des billets d'entrée aux musées du Vatican et de la Poste vaticane, notamment de l'émission de timbres postaux et de monnaies recherchés par les collectionneurs. Outre ces revenus touristiques, les recettes sont également issues de placements mobiliers (32 millions d'euros de plus-value en 2002) et immobiliers (12,9 millions d'euros). Les dépenses principales sont motivées en 2010 par les salaires des 1876 personnes employées par l'État du Vatican. 
Les revenus du Saint-Siège sont surtout issu des dons des fidèles (denier de Saint-Pierre, contributions des instituts de vie consacrée, des sociétés de vie apostolique, des fondations, et la « charité du Pape », chèques ou espèces que les fidèles lui donnent) qui ont avoisiné les 70 millions d'euros en 2012. La contribution des diocèses pour le Saint-Siège en 2012 s'élève à 20 millions d'euros, avec en premier contributeur le diocèse des États-Unis, suivi de ceux d'Allemagne, d'Italie, d'Espagne et de la France. Contrairement à celui de la cité vaticane, le solde du Saint-Siège est le plus souvent déficitaire car il supporte d'importantes charges (frais de déplacement et de fonctionnement des nonciatures à l'étranger, régimes de retraite, médias sans soutien publicitaire : L'Osservatore Romano, Radio Vatican).

## Transparence financière
Dans les années 1980 le scandale du Banco Ambrosiano a fortement ébranlé les finances du Saint-Siège. Roberto Calvi, alors directeur de cette institution bancaire, utilise l'Institut pour les œuvres de religion (l'IOR, organisme sous la gestion directe du pape chargé de la gestion des comptes d'ordres religieux, ou autrement appelé « la banque vaticane ») pour blanchir l'argent de la mafia avec la complicité de membres de la Curie (en particulier Mgr Paul Marcinkus, chargé de l'organisation des voyages du pape). Malgré un détournement estimé à 600 millions de dollars et plusieurs assassinats de la mafia, le Vatican s'efforça d'étouffer l'affaire et de soustraire Mgr Marcinkus à la justice italienne. Ce manque de transparence sera fortement critiqué, malgré les efforts mis en place pour réformer les finances vaticanes, sur l'impulsion de Benoît XVI qui utilise désormais les services de grands financiers catholiques internationaux comme Hans Tietmeyer ou Michel Camdessus. Une « loi sur la transparence » financière, sans effet rétroactif, est adoptée en août 2011, avec l'opposition notable du cardinal et secrétaire d'État Tarcisio Bertone.

## Monnaie officielle
L'État de la Cité du Vatican n'est pas membre de l'Union européenne, mais entretient des liens étroits aux travers de ses accords douaniers et monétaires avec l'Italie. À la suite d'une nouvelle convention monétaire entre la République italienne, au nom de la Communauté européenne, et la Cité du Vatican, cette dernière est autorisée depuis le 1er janvier 1999 à utiliser l'euro comme monnaie officielle. Le Vatican n'a pas le droit d'émettre des billets en euros, mais peut frapper des pièces en euros avec face nationale spécifique à la Cité à compter du 1er janvier 2002.

## Pièce commémorative
En 2004, l'État de la Cité du Vatican a mis en circulation une pièce commémorative de 2 euros sur laquelle figure une représentation schématique des murs d'enceinte de la Cité avec la basilique Saint-Pierre à l'avant-plan, à l'occasion du 75e anniversaire de la fondation de la Cité du Vatican (75° ANNO DELLO STATO - 1929-2004)